# Mołtowo

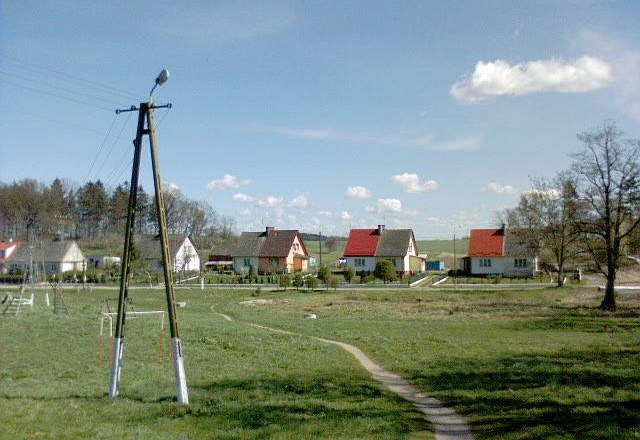
Dorfansicht (2007)

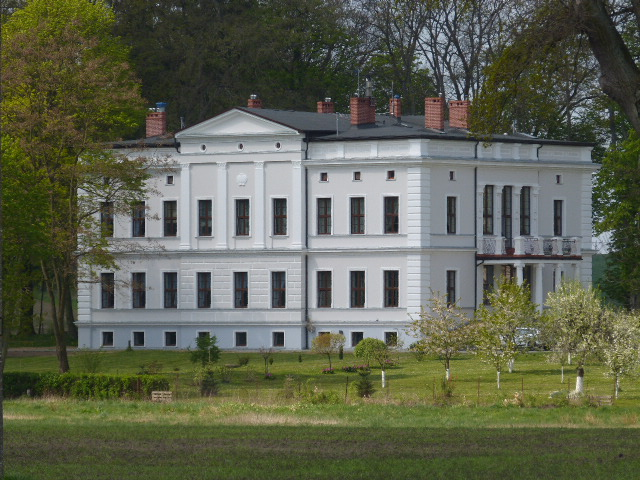
Ehemaliges Herrenhaus in Moltow

Mołtowo (deutsch Moltow) ist ein Dorf in der Woiwodschaft Westpommern in Polen. Es gehört zu der Gmina Gościno (Gemeinde Groß Jestin) im Powiat Kołobrzeski (Kolberger Kreis).

## Geographische Lage
Das Dorf liegt in Hinterpommern, etwa 16 Kilometer südöstlich von Kołobrzeg (Kolberg) und etwa 100 Kilometer nordöstlich von Stettin.
Die nächsten Nachbarorte sind im Westen Gościno (Groß Jestin), im Nordosten Skronie (Krühne), im Osten Pobłocie Małe (Klein Pobloth), im Süden Myślino (Moitzlin) und im Südwesten Gościno-Dwór (Gut Groß Jestin).

## Geschichte
Die erste gesicherte urkundliche Erwähnung des Dorfes stammt aus dem Jahre 1276. Damals bestätigte der Bischof von Cammin, Hermann von Gleichen, dem Kolberger Domkapitel seine Besitzungen, darunter das damals „Moltowe“ genannte Dorf. Im 14. Jahrhundert war Moltow im Lehnsbesitz der ritterlichen Familie Prezen, auch Brezen geschrieben. Jedenfalls ab dem 16. Jahrhundert war es dann im Lehnsbesitz der adligen Familie Blankenburg.
Auf der Lubinschen Karte des Herzogtums Pommern von 1618 ist „Maltow“ eingetragen.
Nachdem das Gut 1766 in Konkurs gegangen war, kam Moltow nacheinander an Besitzer aus den Familien von Briesen und von Bonin. Zum 28. Januar 1801 kam Moltow an einen Besitzer aus der Familie von Braunschweig, die ursprünglich ein Kolberger Patriziergeschlecht war. Bekannt wurde als Moltower Gutsbesitzerfamilie Eugen von Braunschweig (1801–1883) und seine Frau Karoline Feldmann-Simon (1810–1894). Besonders namhaft als Grundbesitzer war dann der Rittmeister a. D., Rechtsritter des Johanniterordens und kgl. preuß. Kammerherr Karl von Braunschweig sen. (1843–1912) auf Moltow, verheiratet mit Helene Wernitz. Nacherbe wurde der Sohn, Regierungsrat Karl Eugen von Braunschweig (1877–1913). Er galt als wohlhabend und ist im Deutschen Millionärs-Adressbuch aufgeführt. Dann bewirtschafte die Familie der jüngsten Schwester Christiane, die mit dem Major Hans Henning von Horn-Ranzin verheiratet war, das Gut. Die Schwester Uranie von Braunschweig-Moltow war mit Landrat Jobst Henrich von Plettenberg verheiratet. Auf Moltow lebte bis zuletzt auch die Witwe Helene von Braunschweig. Christiane von Horn, geborene von Braunschweig, besaß 1939 etwa 502 ha Land. Geleitet wurde der Gutsbetrieb durch Ober-Inspektor Ernst Winterberg. Gut Moltow blieb so bis 1945 in der Familie.
In Ludwig Wilhelm Brüggemanns Ausführlicher Beschreibung des Herzogtums Vor- und Hinterpommern (1784) ist Moltow als adeliger Wohnsitz unter den adeligen Gütern des Fürstentums Cammin aufgeführt. Damals gab es in Moltow ein Vorwerk, also den Gutsbetrieb, fünf Bauernstellen und einen Kossäten, insgesamt neun Haushaltungen („Feuerstellen“).
Seit dem 19. Jahrhundert bildete Moltow einen eigenen politischen Gutsbezirk, der eine Fläche von 574 Hektar umfasste. Mit der Auflösung der Gutsbezirke in Preußen wurde der Gutsbezirk Moltow im Jahre 1928 nach Groß Jestin eingemeindet. Bis 1945 gehörte das Dorf Moltow als Teil der Gemeinde Groß Jestin zum Landkreis Kolberg-Körlin der Provinz Pommern.
Gegen Ende des Zweiten Weltkriegs wurde Moltow durch die Rote Armee besetzt. Das Dorf kam, wie alle Gebiete östlich der Oder-Neiße-Grenze, an Polen. Die Dorfbevölkerung wurde vertrieben. Der Ortsname wurde als „Mołtowo“ polonisiert. Der Ort bildet heute ein Schulzenamt in der Gmina Gościno (Gemeinde Groß Jestin), zu dem noch der weitgehend verlassene Nachbarort Skronie (Krühne) gehört.

## Entwicklung der Einwohnerzahlen
- 1816: 112 Einwohner[11]
- 1855: 207 Einwohner[11]
- 1867: 176 Einwohner[11]
- 1885: 182 Einwohner[11]
- 1905: 149 Einwohner[11]
- 1925: 181 Einwohner[11]
- 2017: 151 Einwohner[1]

## Söhne und Töchter des Ortes
- Ernst von Braunschweig (1844–1907), deutscher Diplomat, Vorsitzender des Allgemeinen Deutschen Schulvereins